# تورنتو استار
تورنتو استار (انگلیسی: Toronto Star) نام یک روزنامه کانادایی است. در سال ۲۰۱۱ تورنتو استار به عنوان پرشمارگان‌ترین روزنامه کانادا شناخته شد. مالک این روزنامه، شرکت خصوصی محدود روزنامه‌های تورنتو استار است که بخشی از گروه استار مدیا است.

## تاریخچه
استار (که در اصل به عنوان ایوینینگ استار و سپس تورنتو دیلی استار شناخته می‌شد) در سال ۱۸۹۲ توسط تعدادی از نویسندگان اعتصابی روزنامه افترنون نیوز و با مدیریت هوراشیو کلارنس هاکن و جیمی سیمپسون ایجاد شد. روزنامه در سال‌های اولیه عملکرد ضعیفی داشت تا این‌که جوزف اتکینسون در سال ۱۸۹۹ سردبیر روزنامه شد. اتکینسون دغذغه اجتماعی داشت و همواره از مفاهیمی چون دولت رفاه، مزایای بازنشستگی، بیمه بیکاری و تأمین اجتماعی دفاع و پشتیبانی می‌کرد. استار در میان روزنامه‌های آمریکای شمالی در حمایت مداوم از منافع مردم عادی منحصربفرد بود. رفاقت اتکینسون با ویلیام لیون مکنزی کینگ نخست وزیر کانادا تأثیر عمده‌ای در توسعه سیاست‌های اجتماعی در کانادا داشت.
استار اولین روزنامه آمریکای شمالی بود که به علت انتقاد از نازیسم توزیعش در آلمان ممنوع اعلام شد.

در سال ۱۹۷۱ روزنامه به تورنتو استار تغییر نام پیدا کرد و دفتر روزنامه به ساختمان مدرنی در خیابان یانگ منتقل شد. از اواسط سال ۲۰۰۰، صفحه اول روزنامه بدون تبلیغات تجاری منتشر می‌شود.